# Pedro Fernández del Campo y Angulo
Pour les articles homonymes, voir Angulo.
Pedro Cayetano Fernández del Campo Angulo y Velasco y Salvatierra, second marquis de Mejorada et de la Breña, né à Madrid le 22 avril 1656 et mort le 16 mai 1721 dans la même ville, est un homme d'État espagnol partisan de l'absolutisme, secrétaire d'État (chef du gouvernement) au début du règne de Philippe V.